# Anne-Marie Imbrecq
Anne-Marie-Jeanne Imbrecq (Paris, 18 de junho de 1911 – Bagneux, 28 de novembro de 2005) foi uma aviadora francêsa.

## Biografia
Ela era filha de um advogado parisiense chamado José Imbrecq especializado em direito de transportes.
Formou-se como enfermeira e entrou para a Cruz Vermelha em 1932 e, posteriormente, no Armée de l'air. Elae foi uma piloto militar e civil, com brevet de voo turistico/civil (1932), com brevet de paraquedista (1936) e com breve de piloto de transporte (1937).

### Piloto (1939-1946)
Alistou-se entre os primeiros voluntários em 1939; ela foi inicialmente utilizada para os serviços de saúde, em Merignac, e em seguida foi encarregada de configurar os serviços de acção social da aviação em Bordéus. Em 1940, ela foi enviado para a Escandinávia.Em seguida, foi enviada para a AFN (Armée de l'air no Norte de África), em Argel, onde ela iria contribuir para o estabelecimento de um serviço de transporte aéreo. Quando a Tunísia foi ocupada, combatente como uma enfermeira e socorrista. Participou na Campanha da Córsega como socorrista. Ela voltou à França, após a Libertação, e foi enviada para o treinamento na base de Châteauroux, onde obteve a licença de piloto de transporte de e para o piloto de caça (patente D).
Ela foi condecorado com a Medalha da Resistência de 1939 até 1945, como um piloto militar e como piloto da Cruz Vermelha.